# Jocelyne Triadou
Jocelyne Triadou (* 31. Mai 1954) ist eine ehemalige französische Judoka. Sie gewann den ersten Weltmeistertitel im Halbschwergewicht und war fünfmalige Europameisterin.

## Sportliche Karriere
Jocelyne Triadou trat bis 1977 im Mittelgewicht an, der Gewichtsklasse bis 66 Kilogramm. Bei den französischen Meisterschaften belegte sie 1975 den zweiten Platz hinter Paulette Fouillet. Ende 1975 wurden in München die ersten Europameisterschaften für Frauen ausgetragen. Auch hier siegte im Finale Fouillet vor Triadou. 1976 gewann Jocelyne Triadou ihren ersten Titel bei den französischen Meisterschaften. Bei den Europameisterschaften 1976 in Wien verlor sie erneut im Finale gegen Fouillet. 1977 gewann Triadou bei den französischen Meisterschaften sowohl im Mittelgewicht als auch in der offenen Klasse. Bei den Europameisterschaften 1977 in Arlon schied Triadou in ihrem ersten Kampf im Mittelgewicht gegen die Schweizerin Verena Rothacher aus. In der offenen Klasse gewann sie den Titel durch einen Finalsieg über die Österreicherin Maria Theresia Schroth.
Ab 1978 kämpfte Triadou im Halbschwergewicht, der Gewichtsklasse bis 72 Kilogramm. Von 1978 bis 1982 gewann sie in dieser Gewichtsklasse fünf Meistertitel. Bei den Europameisterschaften 1978 in Köln erreichte sie das Finale in der offenen Klasse und erhielt die Silbermedaille hinter Verena Rothacher. Im Jahr darauf gewann sie bei den Europameisterschaften 1979 in Kerkrade ihren ersten Titel im Halbschwergewicht durch einen Finalsieg über Judith Salzmann aus der Schweiz. 1980 siegte Triadou im Finale der Europameisterschaften in Udine durch einen Finalsieg über die Belgierin Ingrid Berghmans. Ende November 1980 wurden in New York City erstmals Judo-Weltmeisterschaften für Frauen ausgetragen. Die Französinnen gewannen bei den Wettkämpfen in jeder der acht Gewichtsklassen eine Medaille. Triadou gewann den Titel im Finale gegen die Deutsche Barbara Claßen. Bei den Europameisterschaften 1981 in Madrid begegneten sich Triadou und Claßen erneut im Finale und wieder gewann die Französin. Auch bei den Europameisterschaften 1982 in Oslo siegte Triadou im Finale gegen Claßen. Bei den Weltmeisterschaften 1982 in Paris unterlag sie Ingrid Berghmans im Viertelfinale des Halbschwergewichts, gewann aber Bronze durch einen Sieg über die Niederländerin Jolanda van Meggelen. In der offenen Klasse unterlag Triadou im Viertelfinale der Japanerin Hiromi Tateishi. Triadou gewann ihre zweite Bronzemedaille mit einem Sieg über die Jugoslawin Marica Arsenović.
Triadou war nach ihrer aktiven Laufbahn als Trainerin und später technische Direktorin des französischen Judoverbands tätig. 2001 wurde sie Chevalier des Ordre national du Mérite, 2011 wurde sie Officier.